# L'Héritage du jade
L'Héritage du jade (titre original : Jade Legacy) est un roman de fantasy écrit par Fonda Lee, paru en 2021 puis traduit en français et publié en 2024. L'ouvrage est le troisième volet de la série Les Os émeraudes.
L'Héritage du jade a obtenu le prix Locus du meilleur roman de fantasy 2022.

## Éditions
- Jade Legacy, Orbit, 30 novembre 2021, 736 p.  (ISBN 978-0-316-44097-4)
- L'Héritage du jade, De Saxus, 5 septembre 2024, trad. Gaspard Houi, 907 p.  (ISBN 978-2-37876-562-0)